# Willem Claeszoon Heda
Willem Claeszoon Heda (ou Willem Claesz. Heda), né en 1594 à Haarlem où il est mort en 1680, est un peintre néerlandais de l'Âge d'or spécialisé dans la peinture de natures mortes.

## Biographie
Heda travailla toute sa vie à Haarlem et fut le président de la Guilde de Saint Luc, mais la fin de sa vie est assez peu connue.
Heda eut de nombreux élèves dont son fils Gerret Willemsz. Heda (nl) (actif entre 1642-1702), ainsi que Maerten Boelema de Stomme à partir de 1642.

## Style
Sa peinture montre son excellence dans le rendu des reflets et dans la qualité de la reproduction de la surface des objets. Les natures mortes de Heda ont souvent une composition en forme de triangle, dans laquelle les objets les plus hauts sont placés sur un côté. Heda utilise assez peu de couleur dans ses peintures qui semblent presque être des monochromies. Heda utilise souvent les mêmes objets dans ses tableaux. Il montre, dans ses œuvres d’avant 1635, l’influence de Pieter Claesz (1596 ou 1597-1660) ainsi que de Floris Van Dyck (1575-1651).

## Œuvres
Le Rijksmuseum d’Amsterdam, le musée Boijmans Van Beuningen de Rotterdam et le Musée des beaux-arts de Gand possèdent environ 70 œuvres de Heda.
- Nature morte (1634), huile sur bois, 43,5 × 68 cm, Madrid, Musée Thyssen-Bornemisza
- Nature morte avec olives (1634), huile sur panneau, 58 × 83 cm, musée des beaux-arts de Gand[1]
- Life with Oisters, 1635, Metropolitan Museum of Art
- Saveurs sucrées, saveurs salées, huile sur bois, 58 × 46 cm, Musée des beaux-arts et d'archéologie de Châlons-en-Champagne ;
- Petite nature morte d'apparat au crabe, (1648), huile sur toile, 118 × 118 cm, Saint-Pétersbourg, Musée de l'Ermitage ;
- Nature morte au hareng, (1629), huile sur bois, 46,2 × 69 cm, La Haye, Mauritshuis ;
- Dessert, (1637), huile sur bois, 44 × 56 cm, Paris, Musée du Louvre ;
- Nature morte à la timbale renversée, Besançon, Musée des Beaux-Arts et d'Archéologie ;
- Nature morte (1642), huile sur bois, 59 × 74,5 cm, Saint-Étienne, Musée d'art moderne ;
- Nature morte (1649), huile sur panneau, 60 × 79 cm, musée des beaux-arts de Gand[1]
- Nature morte avec viande, huitres, hareng fumé, verre de vin et verre de bière, huile sur panneau, 68 × 88 cm, Athènes, Pinacothèque nationale[2].

## Galerie

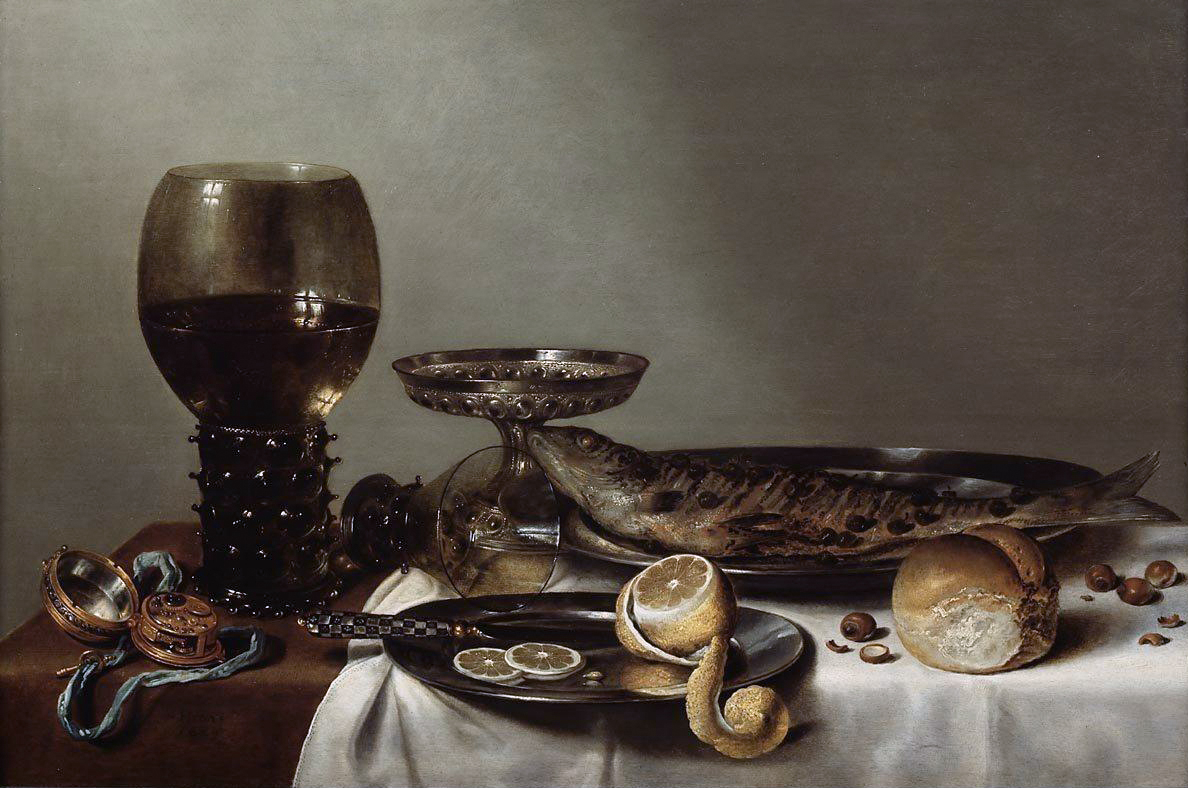
Nature morte, 1629 Mauritshuis
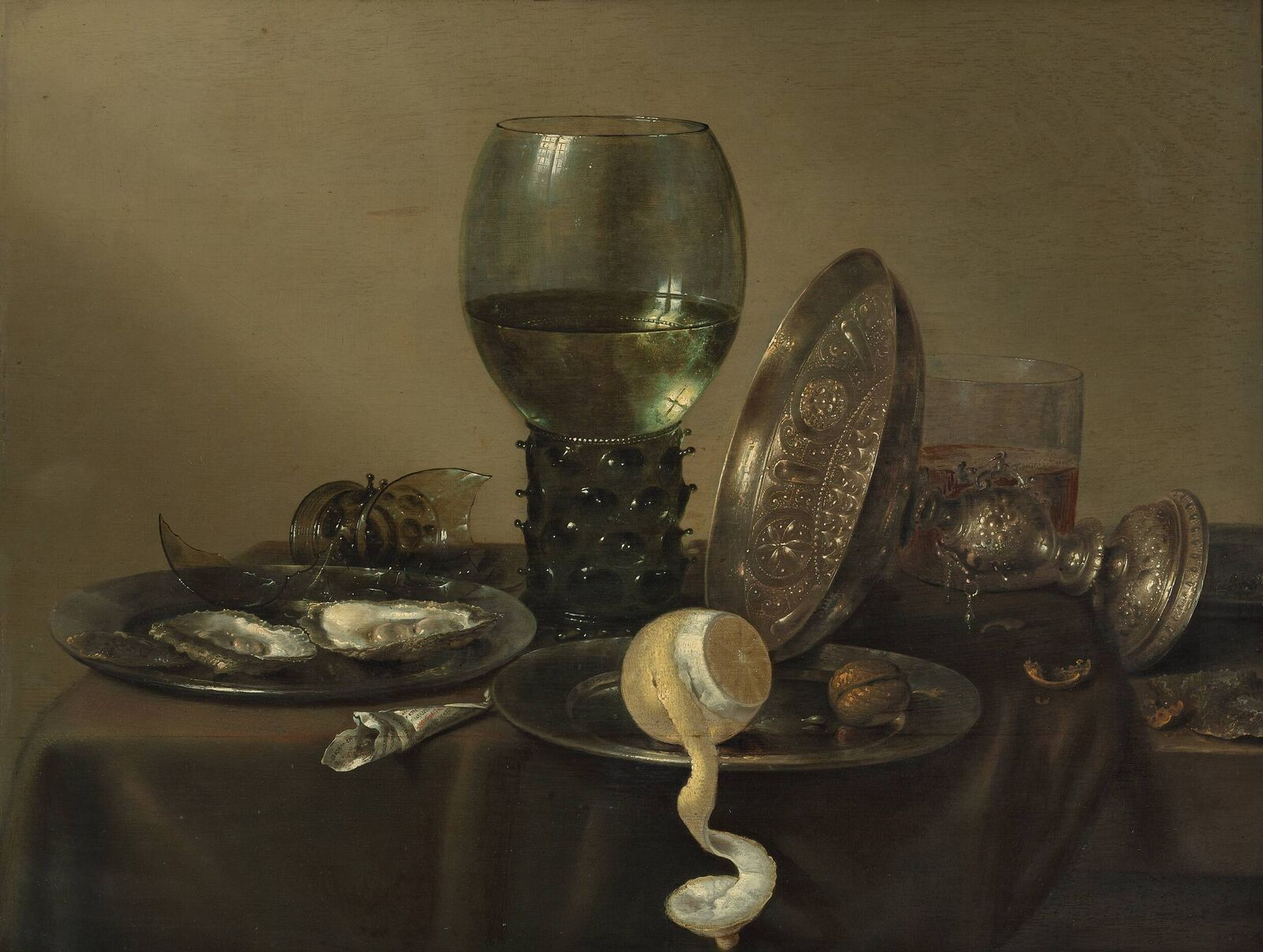
Nature morte avec huîtres, citron et tazza en argent, 1634 Musée Boijmans Van Beuningen
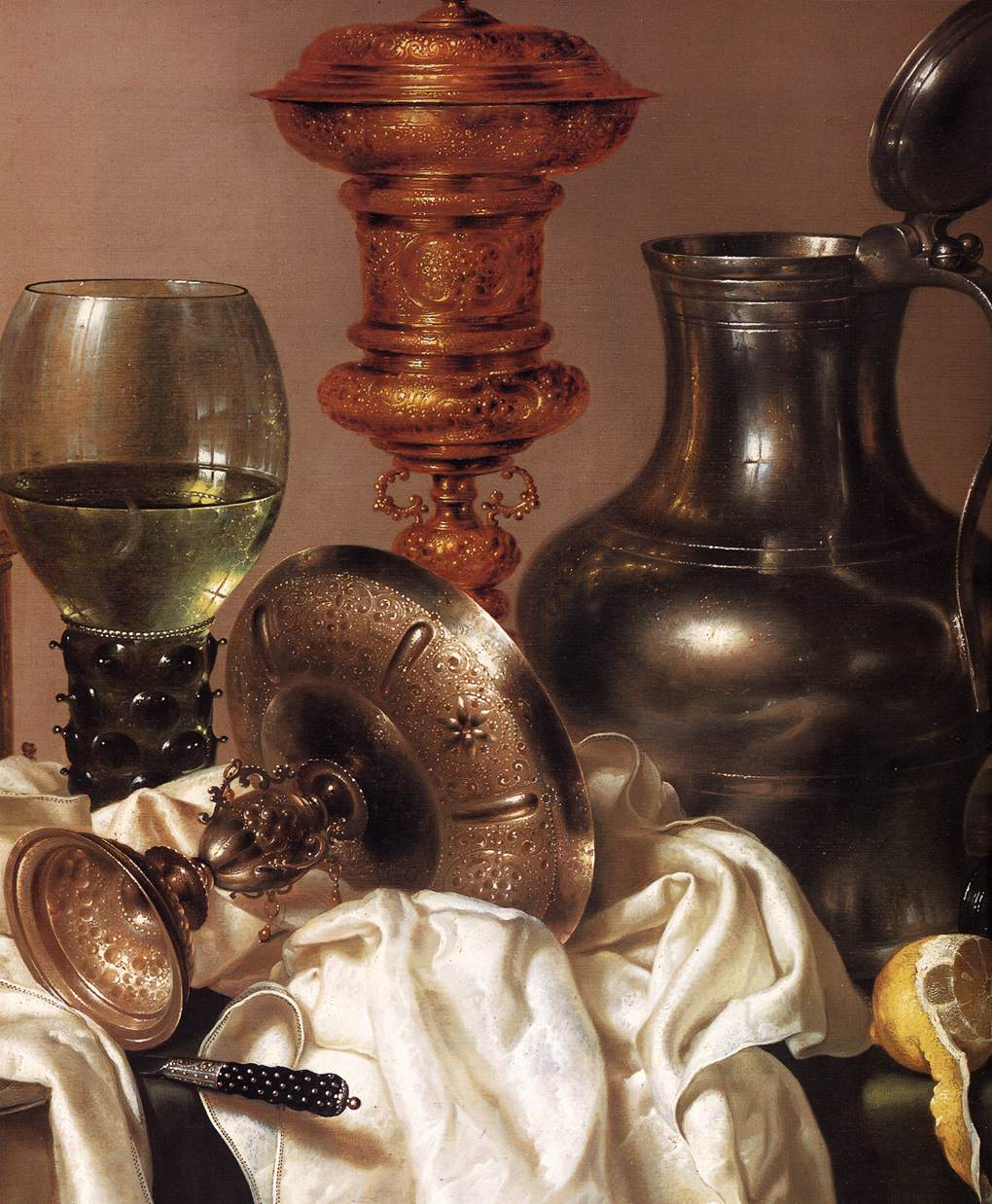
Nature morte, 1635 Rijksmuseum
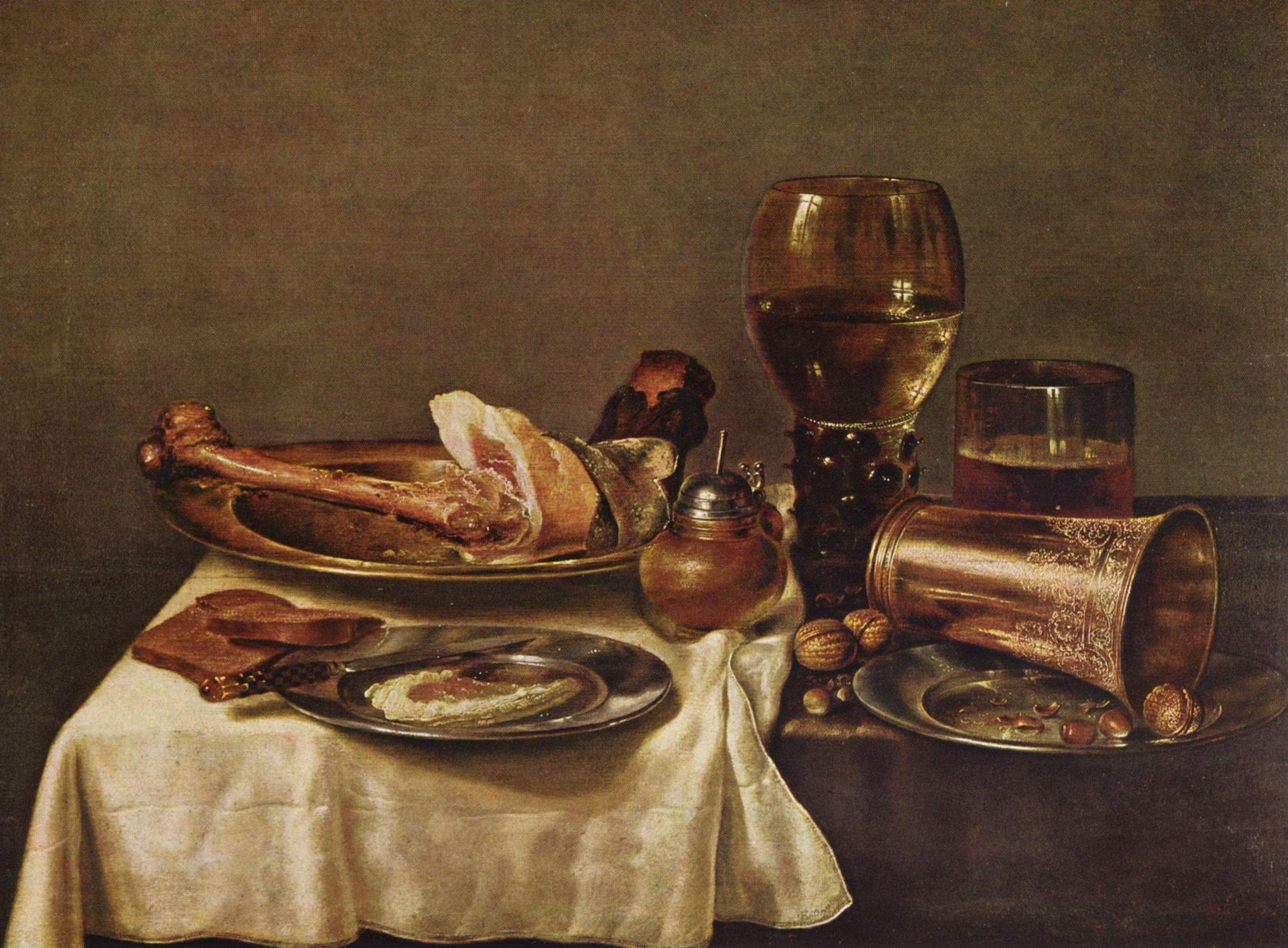
Nature morte au jambon, 1635 Alte Pinakothek, Münich
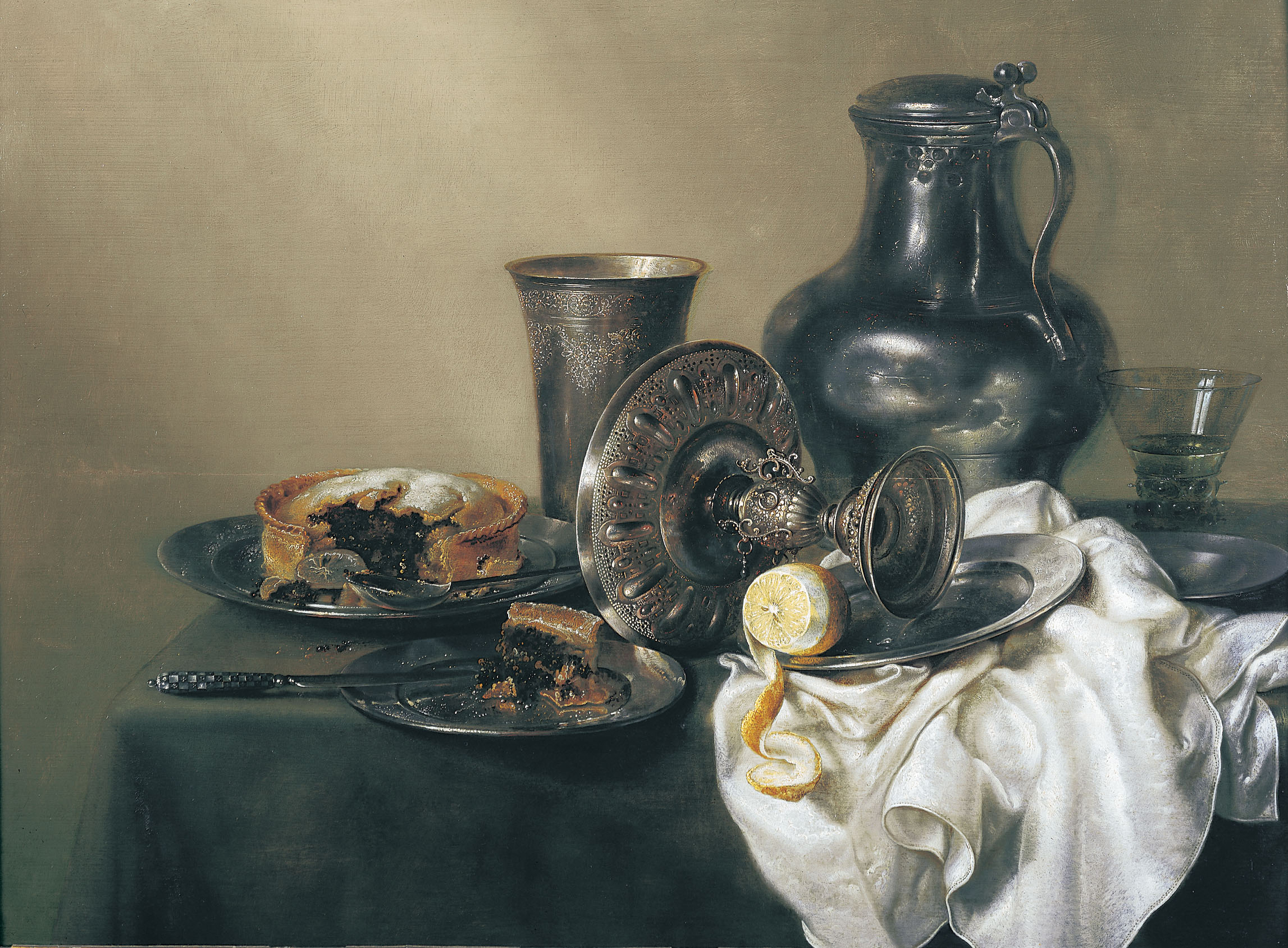
Nature morte, v. 1640 Musée Frans Hals
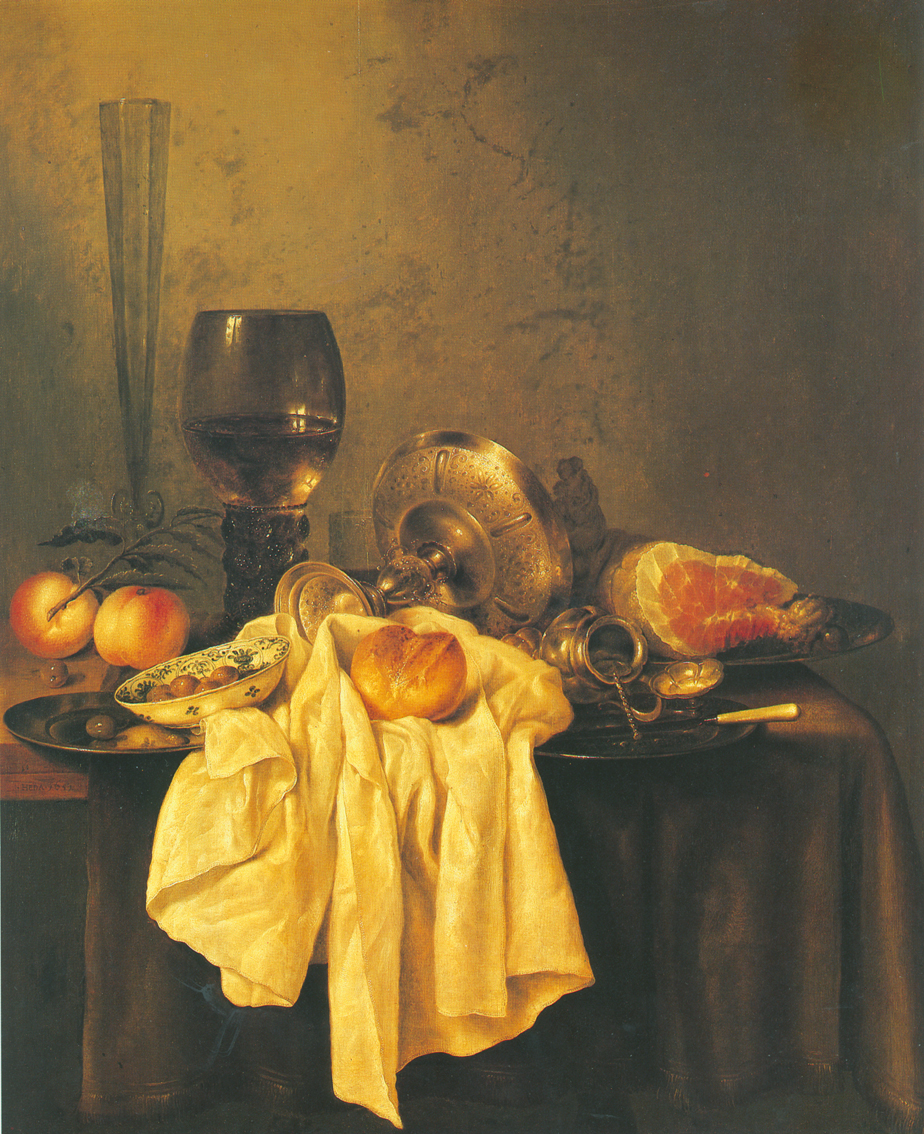
Nature morte, 1651 Collection particulière, New York
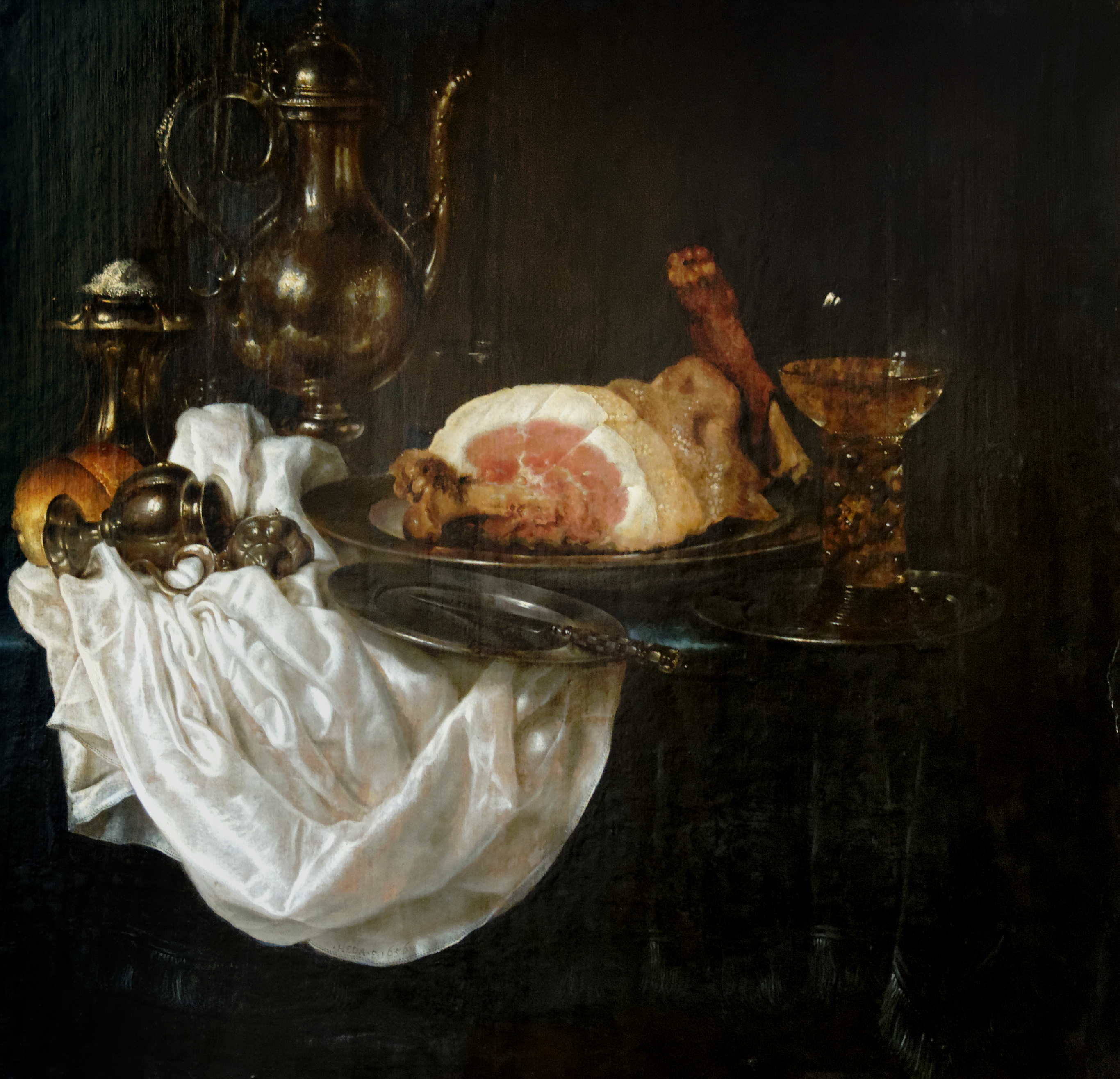
Nature morte au jambon, 1656 Musée de Budapest
Life with Oisters, 1625.
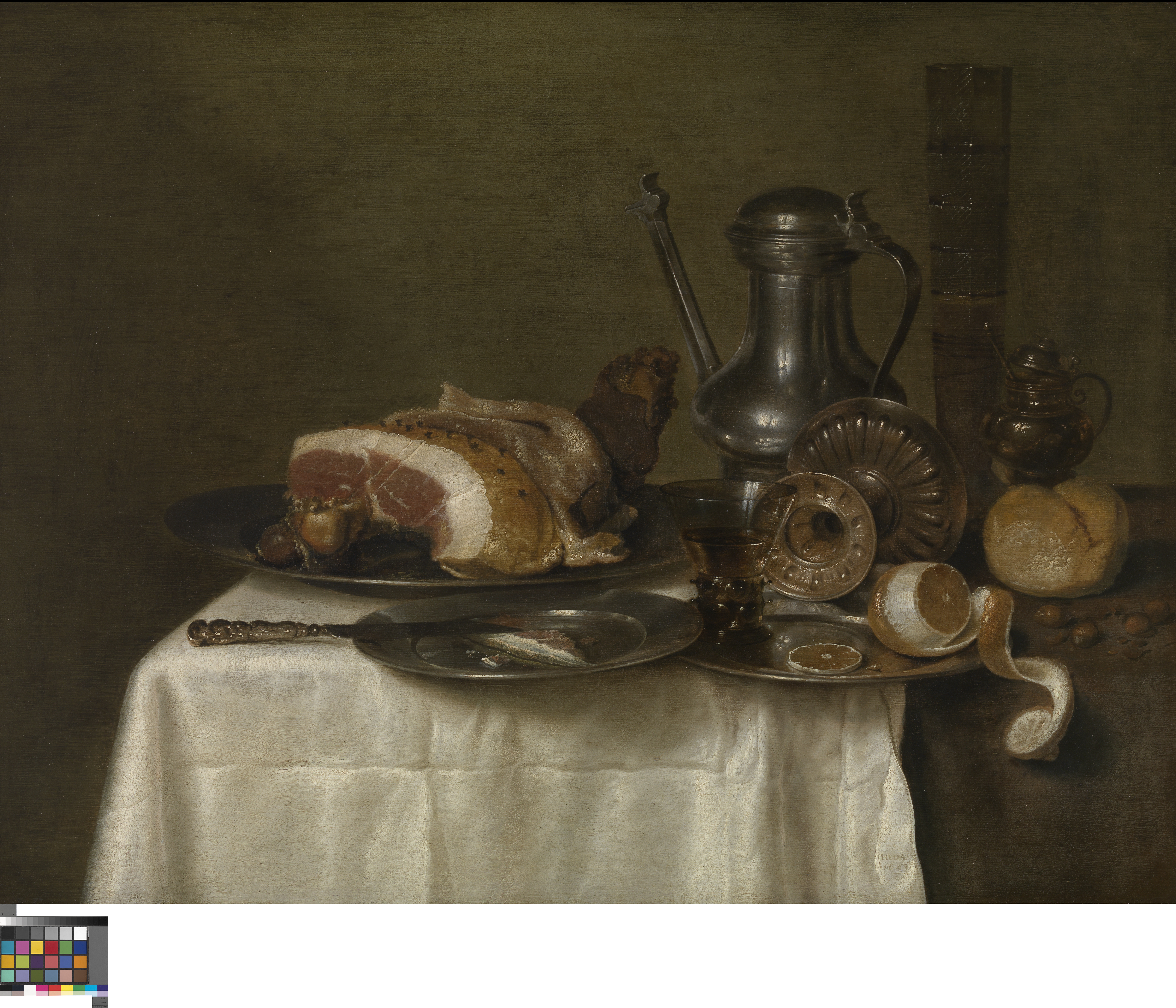
Nature morte avec jambon et pain, 1649, Musée des Beaux-Arts de Gand